# Kanat de Khalkhal
El Kanat de Khalkhal fou un efímer estat del segle xviii que va existir a l'Azerbaidjan persa,i tenia centre a Khalkhal. Antigament Khalkhal depenia del governador de Tabriz però a la mort de Nadir Xah es va fer independent. Va ser fundat per Amir Khan del clan Amir de la tribu Afxar turcman. Nadir Xah l'havia tingut al seu servei al front de la seva gent. Segurament disposava del suport de les tribus turcmans dels shahsevan, els shaqaqi (dirigits per Ali Khan) i els shantranlu (aquests apareixen ocupant la zona uns anys més tard). Musa Beg, oncle d'Amir Khan, va prendre una part activa en l'assassinat de Nadir Xah. Sotmès segurament per Fatali Khan d'Urmia el kanat va dependre de Tabriz, però després del 1763 va tornar a ser independent o va passar a Ardabil.
Hedayat Khan de Gilan va capturar a Nazar Ali Khan, cap dels turcman Shahsevan d'Ardabil i el va empresonar a Anzali, però la població de Gilan es va revoltar i va alliberar al kan d'Ardabil. Hedayat Khan va fugir a Zanjan on el kan local Zulfeqar Khan el va empresonar altre cop però Ali Murad Zand va anar a rescatar-lo i amb ajut d'Ali Khan Shahsevan (que havia perdut Zanjan davant Zulfeqar) el va restaurar al poder a Rasht (Resht); Nazar Ali que era gendre del kan de Karabagh, va rebre tropes del seu sogre amb les que va marxar per expulsar a Hedayat cap al Mazanderan; va perdre Rasht i va demanar ajut a Rússia (juny de 1780). El 28 de juliol de 1780 el general Alexander Suvorov va escriure: Nazar Ali Khan havia capturat Resht i Hedayat fou fet presoner i portat a una nau a la costa del Mazanderan però es va poder escapat nedant i va escriure a Amir Khan de Khalkhal, al que va demanar ajut prometent tot el que necessités per a dur a terme la conquesta de Resht i la seva reposició així com l'ajut d'Ali Murad Khan Zand. Amir Khan i Ali Murad van marxar sobre Resht i Nazar Ali Khan veient que no podria resistir va abandonar la ciutat després de cremar una bona part de les cases i jardins de la població; Ali Khan i Ali Murad la van ocupar i la van entregar a Hedayat (agost de 1780).

## Khans
- Amir Khan Afshar, 1747-1782
- Faraj-Ullah Khan Khan Amirli-Afshar 1782-1794
- Mohammed Hussein Khan Amirli-Afshar, (1794-1799)